# Lillian Moller Gilbreth
Lillian Moller Gilbreth (ur. 24 maja 1878 r. w Oakland, zm. 2 stycznia 1972 r. w Phoenix) – amerykańska psycholożka, inżynierka, pionierka w stosowaniu psychologii do badań nad czasem i ruchem.

## Życiorys
Urodziła się 24 maja 1878 r. w Oakland jako najstarsza z dziewięciorga dzieci. Skrajnie introwertyczna, korzystała z edukacji domowej, którą zapewniali jej rodzice, a dopiero w wieku 9 lat poszła do publicznej szkoły. Ze względu na chorowitość matki, spoczywał na niej często obowiązek zajmowania się domem i młodszym rodzeństwem. Chociaż dodatkowo jej ojciec nie był zwolennikiem edukacji wyższej kobiet, ukończyła licencjat (1900 r.) i studia magisterskie (1902 r.) w dziedzinie literatury na Uniwersytecie Kalifornijskim w Berkeley i była pierwszą kobietą, która wygłosiła na tej uczelni tzw. commencement speech na rozdaniu dyplomów dla swojego rocznika. Przewidywała dla siebie karierę nauczycielki. 
Pod wpływem męża Franka, który badał efektywność pracy, zaczęła również zajmować się tą tematyką. Wspólnie adaptowali nauki społeczne do inżynierii przemysłowej, skupiając się na pracownikach, a nie czynnikach pozaludzkich, przy czym ona sama była pionierką w stosowaniu psychologii do badań nad czasem i ruchem. Na potrzeby badań na efektywnością pracy zajęła się psychologią stosowaną. W tej dziedzinie opublikowała w 1914 r. pracę doktorską, którą obroniła rok później na Uniwersytecie Browna. 
Wraz z mężem używała nowatorskiego wówczas narzędzia, jakim był film, do analizowania działań i sugerowania usprawnień pod kątem efektywności pracy. Gilbrethowie wspólnie opracowali metodę badania przebiegu i czasu trwania ruchów roboczych, która dostarczyła narzędzi do analizy ruchów i czasu ich trwania przy konkretnym zadaniu. Publikowała artykuły i pisała książki na ten temat wraz z mężem, m.in. Motion Study (1911 r.). Jej wiedza psychologiczna uzupełniała perspektywę fizjologiczną i mechaniczną jej męża, co miało wpływ na książki Fatigue Study (1916 r.) and Applied Motion Study (1917 r.).
Po jego niespodziewanej śmierci w 1924 r. udała się w jego zastępstwie na konferencję, na którą miał jechać, i wygłosiła przemówienie w jego zastępstwie. W następnych latach kontynuowała wspólnie rozpoczętą pracę. Opublikowała m.in. książki The Home-Maker oraz Her Job and Management in the Home, a także projektowała kuchnie indywidualnie dostosowane do potrzeb osób niepełnosprawnych. W okresie wielkiego kryzysu oraz II wojny światowej pracowała jako konsultantka dla rządu. Wykładała również na Uniwersytecie Purdue (1935–1948), Newark College of Engineering (1941–1943) oraz University of Wisconsin (1955 r.).
W 1921 r. została pierwszą kobietą, którą przyjęto do Society for Industrial Engineers, a później jako pierwsza kobieta otrzymała Hoover Medal (1966 r.) za służbę publiczną oraz działalność na polu inżynierii przemysłowej. W 1984 r. National Society of Professional Engineers oraz American Psychological Association doprowadziły do wydania w USA znaczka pocztowego z jej podobizną. W 1995 r. została wprowadzona do National Women's Hall of Fame.
Do jej najbardziej znanych innowacji należą półki w lodówce oraz kosz na śmieci otwierany nożnym pedałem. Ślub z Frankiem Gilbrethem wzięła w 1904 r. i wraz z nim miała dwanaścioro dzieci. Na podstawie historii dorastania w takim domu dwoje z jej dzieci (Frank Jr. i Ernestine) opublikowały humorystyczne książki autobiograficzne: Cheaper by the Dozen (1949 r.) oraz Belles on Their Toes (1950 r.), które zekranizowano w 1950 i 1952 r.
Zmarła 2 stycznia 1972 r. w Phoenix.